# Bahnverfolgungsschiffsbasis Jiangyin

Emblem der Strategischen Kampfunterstützungstruppe

Die Bahnverfolgungsschiffsbasis Jiangyin (chinesisch 中國衛星海上測控部 / 中国卫星海上测控部, Pinyin Zhōnggúo Wèixīng Hǎishàng Cèkòng Bù), auch bekannt als „23. Basis der Chinesischen Volksbefreiungsarmee für Erprobung und Ausbildung“ (中国人民解放军第二十三试验训练基地, Pinyin Zhōnggúo Rénmín Jiěfàngjūn Dì Èrshísān Shìyàn Xùnliàn Jīdì), ist der Heimathafen der chinesischen Bahnverfolgungsschiffe und Raketenfrachter. Sie befindet sich am Südufer des Jangtsekiang in Jiangyin, Provinz Jiangsu, etwa 350 km landeinwärts. Die dort stationierte Einheit 63680 (63680部队) untersteht seit dem 1. Januar 2016 der Hauptabteilung Satellitenstarts, Bahnverfolgung und Steuerung (卫星发射测控系统部) der Strategischen Kampfunterstützungstruppe.

## Geschichte

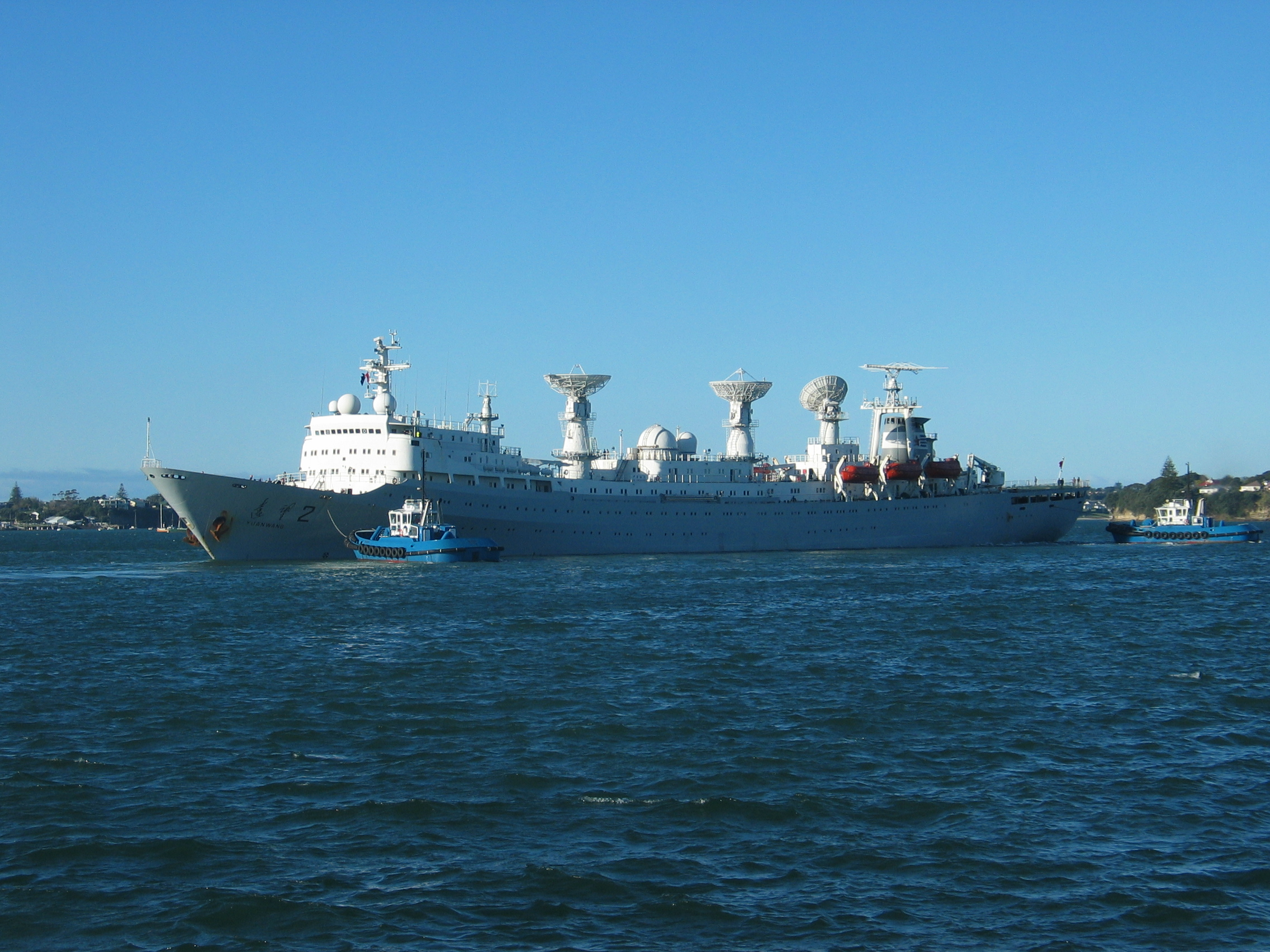
Die Yuan Wang 2 im Jahr 2005

Im Zusammenhang mit der Entwicklung der Dongfeng-5-Interkontinentalrakete hatte man auf Anregung von Qian Xuesen bereits 1965 darüber nachgedacht, das im Aufbau begriffene Raumfahrtkontrollnetzwerk auf das offene Meer hinaus zu erweitern. Eine Sonderkommission wurde gebildet, die in zahlreichen Sitzungen, zweimal unter dem Vorsitz von Premierminister Zhou Enlai, die Frage der Bahnverfolgungsschiffe erörterte. Am 18. Juli 1967 wurde das Projekt schließlich unter dem Dach der damaligen Staatskommission für Wissenschaft und Technologie offiziell gestartet und, wie in China üblich, nach dem Datum benannt: „Projekt 718“ (718工程, Pinyin 718 Gōngchéng), also „das am 18. Juli begonnene Projekt“. Im April 1975 wurde in Jiangyin am Unterlauf des Jangtsekiang ein Kommandostab für die Vorbereitungen zum Bau einer Militärbasis eingerichtet. Gleichzeitig begann die Jiangnan-Werft auf der Insel Changxing bei Shanghai mit dem Bau zweier Bahnverfolgungsschiffe, der Yuan Wang 1 und der Yuan Wang 2 (远望一号 bzw. 远望二号, wörtl. „in die Ferne blickend“; der Schriftzug am Bug wurde von Mao Zedong kalligraphiert), 
die am 31. August bzw. im Oktober 1977 vom Stapel liefen. Die beiden Schiffe waren baugleich, mit einer Länge von 191 m, einer Breite von 22,6 m, einem Tiefgang von 9 m und einer Standardverdrängung von 21.000 Tonnen. Die Marinebasis Jiangyin wurde im Oktober 1978 als „23. Basis der Chinesischen Volksbefreiungsarmee für Erprobung und Ausbildung“  offiziell in Betrieb genommen. Die beiden Bahnverfolgungsschiffe hatten jedoch noch eine ganze Reihe von Tests auf hoher See zu durchlaufen, die Peileinrichtungen mussten installiert werden, so dass sie erst Anfang 1980 in Dienst gestellt wurden.
Diese Verzögerung hatte zum einen damit zu tun, dass die Schiffe während der Kulturrevolution gebaut worden waren, wo sich die Arbeiter häufig mehr mit politischen Versammlungen als mit dem herzustellenden Produkt befassten. Bei den Tests wurden Mängel entdeckt, die beseitigt werden mussten. Dazu kam noch, dass die Schiffe neben den Antennen für Bahnverfolgung und Steuerung der Raketen und Satelliten einen leistungsstarken Sender für die Übermittlung der Daten an die Zentrale des Chinesischen Raumfahrtkontrollnetzwerks in Weinan an Bord hatten. Es stellte sich heraus, dass dieser Sender, kaum dass er in Betrieb genommen wurde, die anderen Geräte auf dem Schiff so stark störte, dass sie nicht mehr einsatzfähig waren. Ein Versuch, die Daten zuerst mit einem schwachen Sender zu dem einige dutzend Kilometer entfernt liegenden Schwesterschiff zu übertragen, das sie dann mit voller Leistung an das Festland sendete, konnte das Problem nicht lösen. Schließlich konzipierten die Ingenieure um Chen Fangyun ein Frequenzverteilungsschema, bei dem die Funk- und USB-Frequenzen so gewählt wurden, dass es nicht mehr zu Interferenzen kam.
Ihren ersten großen Einsatz hatte die damalige „Einheit 89001“ im Mai 1980 beim ersten Weitflug-Test der Dongfeng 5. Ende April trafen sich die beiden Yuan-Wang-Schiffe bei den Zhoushan-Inseln vor der Küste Zhejiangs mit insgesamt 16 aus der Ostmeerflotte, der Nordmeerflotte, der Südmeerflotte und der Forschungsflotte der Nationalen Meeresbehörde ausgewählten Schiffen sowie 4 Hubschraubern und fuhren mehr als 8000 km in ein Meeresgebiet nordöstlich von Australien, wo sie eine quadratische, 32 × 32 Seemeilen große Formation einnahmen. Auf der Yuan Wang 1 war der von der Polytechnischen Akademie Changsha entwickelte „Rechner 151“ installiert, Chinas erster MegaFLOP-Supercomputer. Das Schiff erfasste das Peilsignal der Rakete, und der Computer berechnete in Echtzeit ihre Bahn relativ zur Position des Schiffs, so dass Radar, Laser-Tachymeter präzise nachgeführt und die Hubschrauber zur voraussichtlichen Einschlagsstelle geleitet werden konnten. Die am 18. Mai um 10:00 Ortszeit vom Kosmodrom Jiuquan aus gestartete Interkontinentalrakete traf genau in der Mitte des Zielquadrats ein, und keine zwei Minuten später hatten sie die Hubschrauber aus dem Wasser geholt. 
Auch beim Start von Chinas erstem geostationärem Satelliten Dong Fang Hong 2-2 am 8. April 1984 spielten die Yuan-Wang-Schiffe eine wichtige Rolle, ebenso wie am 15. und 27. September 1988 bei Tests mit von der untergetauchten Changzheng 6, dem einzigen Atom-U-Boot der 09II-Klasse abgefeuerten Mittelstreckenraketen vom Typ Julang-1.
Von Mitte der 1980er Jahre bis Anfang der 1990er Jahre wurde immer wieder in Frage gestellt, ob die Yuan-Wang-Schiffe bei der Bahnverfolgung und Steuerung von Satelliten einen sinnvollen Beitrag leisten konnten. Dann genehmigte jedoch der Ständige Ausschuss des Politbüros der Kommunistischen Partei Chinas am 21. September 1992 das bemannte Raumfahrtprogramm, nach dem Datum als „Projekt 921“ (921工程, Pinyin 921 Gōngchéng) bezeichnet.
Nun standen Menschenleben auf dem Spiel, und um die Sicherheit zu erhöhen, wurde ein drittes Bahnverfolgungsschiff auf Kiel gelegt, die Yuan Wang 3, die am 26. April 1994 vom Stapel lief und nach ausführlichen Tests am 18. Mai 1995 in Dienst gestellt wurde. Ab August 1998 wurde dann noch auf der Chengxi-Reparaturwerft in Jiangyin das ozeanographische Forschungsschiff Xiang Yang Hong 10 (向阳红10号) in ein Bahnverfolgungsschiff umgebaut und am 18. Juli 1999 als „Yuan Wang 4“ dem Satellitenkontrollzentrum Xi’an unterstellt.
Bereits am 2. Dezember 1994 hatte die Yuan Wang 2 gezeigt, wozu diese Schiffe fähig waren. Bei dem am 30. November 1994 gestarteten Kommunikationssatelliten Dong Fang Hong 3-1 hatte die letzte Stufe der Changzheng-3A-Rakete versagt. Daraufhin funkte das Bahnverfolgungsschiff den Befehl an den Satelliten, sein eigenes Triebwerk zu zünden. Die Kraft des Triebwerks reichte nicht aus, der Satellit erreichte nur eine subgeostationäre Umlaufbahn und musste aufgegeben werden.
Dennoch war dies das erste Mal, dass China an einem Satelliten eine Fernwartung durchführte. Nach diesem Erfolg übertrug das Satellitenkontrollzentrum Xi’an, die vorgesetzte Dienststelle von Jiangyin, beim Start des Telekommunikationssatelliten Dong Fang Hong 3-2 am 12. Mai 1997 und des Wettersatelliten Fengyun-2A am 10. Juni 1997 der Bahnverfolgungsschiffsbasis die Aufgabe, die Raumflugkörper in einen stabilen geostationären Orbit zu steuern.
Bei dem spinstabilisierten Wettersatelliten gelang es der Besatzung der Yuan Wang 2, gleichzeitig Fluglage und Nutation zu adjustieren, eine Technik, über die bis dahin nur Russland und die USA verfügten.
Ab dem Start des später „Shenzhou 1“ benannten Testraumschiffs für das bemannte Raumflugprogramm am 20. November 1999 wurde die Basis Jiangyin auch von der chinesischen Öffentlichkeit mehr wahrgenommen. Alle vier Bahnverfolgungsschiffe waren ausgelaufen und hatten sich auf Atlantik, Pazifik und Indischen Ozean verteilt (die Bodenstationen in Swakopmund, Karatschi etc. existierten damals noch nicht). Als das Raumschiff nach 14 Erdumrundungen  auch beim zweiten Versuch den vom Raumfahrtkontrollzentrum Peking gesendeten Befehl zum Wiedereintritt in die Atmosphäre ignorierte, war es die vor der Küste Namibias liegende Yuan Wang 3, die, nachdem die Mannschaft das Raumschiff geortet hatte, mit Erfolg den Befehl zur Einleitung des Bremsmanövers gab. 9 Minuten später hatte das Raumschiff den Funkbereich der Yuan Wang 3 verlassen, überquerte selbständig Afrika und Pakistan, bis es schließlich über Tibet in den chinesischen Luftraum eintrat und in der Inneren Mongolei landete. Am 4. Januar 2000 kehrte das letzte der Bahnverfolgungsschiffe nach Jiangyin zurück. Bei dem insgesamt 259 Tage dauernden Einsatz hatten die vier Schiffe insgesamt 185.000 km zurückgelegt.
Im Oktober/November 2007 nahmen die Yuan Wang 2 und die Yuan Wang 3 an der Chang'e-1-Mission teil, sowohl was die Bahnverfolgung als auch das Senden von Steuerbefehlen betraf, einschließlich des Einschwenkens der Sonde in den Mondorbit. Damit hatten die Bahnverfolgungsschiffe ihren Arbeitsbereich von 70.000 km, d. h. Raumflugkörper in der Erdumlaufbahn, auf 400.000 km erweitert und waren ein integraler Bestandteil des chinesischen Tiefraum-Netzwerks geworden.

## Ausrüstung
Die Bahnverfolgungsschiffe sind mit je drei beweglichen Parabolantennen ausgerüstet, die über Interferometrie wie eine einzige große Schüssel arbeiten können und dann hauptsächlich für das Tracking von Raketen nach dem Start und für Satelliten in niederen und mittleren (weniger als 2000 km bzw. zwischen 2000 km und 36.000 km) sowie in geostationären (35.786 km) Orbits genutzt. Hierbei arbeiten die Bahnverfolgungsschiffe auf dem S- und dem C-Band des Mikrowellenbereichs. Um die Messgenauigkeit zu erhöhen, sind die Bahnverfolgungsschiffe mit Flossenstabilisatoren ausgestattet, die das Rollen des Schiffes bei Wind und Seegang zum Beispiel bei der Yuan Wang 5 von 15° auf 5° reduzieren. Im Fuß der Parabolantennen befinden sich weitere Geräte, die das Schwanken von 5° auf 1° reduzieren, und an den Antennen selbst befindet sich eine Vorrichtung, die das Schwanken von 1° auf einige Winkelsekunden reduziert. Das bedeutet, die Schüsseln sind bis Wellenstärke 6 (4 – 6 m hohe Wellen) so stabil wie bei einer Bodenstation auf festem Land. Bis Windstärke 12, also Windgeschwindigkeiten von 118 – 133 km/h, kann die Antenne waagrecht zum Himmel gerichtet bleiben.
Die neueren Bahnverfolgungsschiffe besitzen eine Besatzung von rund 400 Männern und Frauen, die sich um die nautischen Systeme des Schiffs selbst, die Bahnverfolgung und Steuerung der Raumflugkörper, die Telekommunikation und die Meteorologie zu kümmern haben.
Das Trink- und Brauchwasser für die Besatzung wird nicht mitgeführt, sondern während der Fahrt mittels Umkehrosmose aus Meerwasser aufbereitet.
Nach einem Einsatz bleibt ein Bahnverfolgungsschiff für mindestens einen Monat auf der Basis Jiangyin, wo alle Systeme überprüft werden und die Besatzung nach einer Ruhepause für den nächsten Einsatz übt. Im Durchschnitt verbringen alle vier Bahnverfolgungsschiffe zusammen etwa 600 Tage pro Jahr auf hoher See.

## Raketenfrachter
Da von dem seit 2009 im Bau befindlichen Kosmodrom Wenchang schwere Raketen des Typs Changzheng 5 und Changzheng 7 starten sollten, die nur über den Seeweg angeliefert werden konnten – was natürlich auch für die Nutzlasten (Raumstation-Komponenten etc.) besagter Raketen galt – war es notwendig, entsprechende Frachter zu bauen. Das Problem hierbei war, dass Raketen sehr empfindlich sind. Um die für das Innere der Transportcontainer vorgeschriebenen Werte von 5–25 °C und weniger als 60 % Luftfeuchtigkeit einhalten zu können, gibt es strenge Anforderungen an Temperatur, Luftfeuchtigkeit und den Salzgehalt der Luft im Frachtraum, dazu noch an die Be- und Entladegeschwindigkeit, um die Raketen nicht unnötig lang dem Seeklima beim Hersteller in Tianjin und vor allem dem Tropenklima in Hainan auszusetzen.
Aus diesem Grund gestalteten die Ingenieure bei der Abteilung für Zivilschiffe des Forschungsinstituts 708 (第七〇八研究所民船部) der China State Shipbuilding Corporation die Laderäume der Yuan Wang 21 und ihres Schwesterschiffs Yuan Wang 22 als abgeschlossene, vollklimatisierte Räume, in denen die in Transportbehälter verpackten Raketenstufen so gelagert sind, dass Vibrationen gedämpft und die vom Wellengang verursachten Schwankungen des Schiffs ausgeglichen werden. 
Bei schwerer See können Schiffe ohne Flossenstabilisatoren bis zu 40° aus der Mittelachse kippen, was seitliche Beschleunigungen von bis zu 0,8 g bedeuten kann, während die Ladung  auf einem durch eine Kurve fahrenden Güterzug oder LKW nur 0,5 g ausgesetzt ist.
Dank der speziellen Konstruktionsweise betragen diese Belastungswerte bei den Raketenfrachtern jedoch im Vergleich zum Straßentransport nur die Hälfte, im Vergleich zum Bahntransport gar nur ein Drittel. Dank der Flossenstabilisatoren können die Raketenfrachter bei Wellenhöhen von bis zu 2,5 m verkehren. Bei vorhergesagten Wellenhöhen von über 2,5 m wird das Risiko für die kostbare Fracht zu hoch. In einem solchen Fall, wie zum Beispiel während des Transports der dritten Changzheng-5-Trägerrakete von Tianjin nach Hainan (22. – 27. Oktober 2019), müssen die Frachter laut Vorschrift einen windgeschützten Ankerplatz anlaufen und auf besseres Wetter warten.
Gebaut wurden die beiden Raketenfrachter ab dem 1. April 2012 von der Jiangnan-Werft in Shanghai. Am 29. November 2012 lief die Yuan Wang 21 vom Stapel, Anfang 2013 folgte die Yuan Wang 22.
Nach der Installation der elektronischen Ausrüstung und Tests auf hoher See wurde die Yuan Wang 21 am 6. Mai 2013 an die Bahnverfolgungsschiffsbasis Jiangyin übergeben, die Yuan Wang 22 am 28. Juni 2013.
Ihren ersten tatsächlichen Einsatz hatte die Yuan Wang 21 zwei Jahre später. Am 14. Mai 2016 lieferte der Frachter nach einer sechstägigen, 1670 Seemeilen langen Reise eine Trägerrakete vom Typ Changzheng 7 beim Hafen des Kosmodroms Wenchang ab, von wo die Rakete am 25. Juni 2016 um 12:00 UTC problemlos ihren Erstflug absolvierte.
Mit einer Länge von 130 m und einer Standardverdrängung von knapp 10.000 t sind die Frachter relativ klein; um die Komponenten einer schweren Changzheng-5-Trägerrakete mit den dazugehörigen Boostern, also 40, teilweise über 30 m lange Container, transportieren zu können, müssen beide Schiffe auslaufen. Dies hängt mit der Situation am Hafen Qinglan auf Hainan zusammen. Der Raketenkai liegt rund 2 km im Inneren der Insel und bietet dadurch Schutz vor tropischen Stürmen bis Windstärke 10 (89 – 102 km/h; die sommerlichen Taifune an der Hainaner Ostküste erreichen Windgeschwindigkeiten von über 200 km/h). Die für Hochseefrachter ausgewiesenen Fahrrinnen mit einer theoretischen Tiefe von 7,3 m (also ohne Versandung) sind jedoch sehr eng: für die Einfahrt in den Hafen selbst 64 m, für die Einfahrt in die besonders windgeschützte Bamen-Bucht 60 m.
Zum Vergleich: in Jiangyin ist der Jangtse auf eine Breite von 600 m für den schweren Schiffsverkehr freigegeben.
Daher wurde aus Sicherheitsgründen davon abgesehen, die Frachter so groß zu bauen, dass einer alleine eine Changzheng-5-Rakete transportieren konnte.
Für den Transport einer Trägerrakete vom Typ Changzheng 5B im Februar 2021 (also bei ruhiger See),
die das Kernmodul der Chinesischen Raumstation ins All befördern sollte, wurde jedoch die Xu Yang 16 (绪扬16号) verwendet,
ein im Januar 2009 vom Stapel gelaufenes Mehrzweckschiff der Ningbo Xuyang Shipping GmbH (宁波绪扬海运有限公司) mit einer Standardverdrängung von 10.134 t,
125 m Länge, 19 m Breite und bis zu 7,6 m Tiefgang.
Unbetankte Raketenstufen sind relativ leicht, daher war der reale Tiefgang in diesem Fall geringer.

## Bisher gebaute Schiffe der Yuan-Wang-Klasse
| Name         | Länge   | Breite | Tiefgang | Höhe    | Standard-verdrängung | Hersteller             | Stapellauf        | Indienststellung   | Deaktivierung     | Status |
| Yuan Wang 1  | 191 m   | 22,6 m | 9 m      | 38 m    | 21.000 t             | Jiangnan-Werft         | 31. August 1977   | Anfang 1980        | 26. November 2011 | Schenkung an das Museum der Jiangnan-Werft in Shanghai. |
| Yuan Wang 2  | 191 m   | 22,6 m | 9 m      | 38 m    | 21.000 t             | Jiangnan-Werft         | Oktober 1977      | Anfang 1980        |                   | Seit Dezember 2010 an einem Kai der Basis 23 (Jiangyin) vertäut, fungiert dort als feste Bodenstation für die Überwachung und Steuerung der regulären Satellitenfunktionen. |
| Yuan Wang 3  | 180 m   | 22,2 m | 8 m      | 37,8 m  | 17.000 t             | Jiangnan-Werft         | 26. April 1994    | 18. Mai 1995       |                   | Hochseedienst |
| Yuan Wang 4  | 156,2 m | 20,6 m | 7,5 m    | 39 m    | 12.000 t             | Chengxi-Reparaturwerft | August 1998       | 1999               | Januar 2011       | Bei einer Zielübung mit einer Dongfeng 21D Mittelstreckenrakete versenkt.                                                                                                   |
| Yuan Wang 5  | 222,2 m | 25,2 m | 8,2 m    | 40,85 m | 25.000 t             | Jiangnan-Werft         | September 2006    | 29. September 2007 |                   | Hochseedienst |
| Yuan Wang 6  | 222,2 m | 25,2 m | 8,2 m    | 40,85 m | 25.000 t             | Jiangnan-Werft         | 16. März 2007     | Juli 2008          |                   | Hochseedienst |
| Yuan Wang 7  | 224,9 m | 27,2 m |          | 44,2 m  | 27.000 t             | Jiangnan-Werft         | 15. Oktober 2015  | 12. Juli 2016      |                   | Hochseedienst |
| Yuan Wang 21 | 130 m   | 19 m   | 5,8 m    | 12 m    | 9080 t               | Jiangnan-Werft         | 29. November 2012 | 6. Mai 2013        |                   | Hochseedienst |
| Yuan Wang 22 | 130 m   | 19 m   | 5,8 m    | 12 m    | 9080 t               | Jiangnan-Werft         | 24. Januar 2013   | 28. Juni 2013      |                   | Hochseedienst |